# Guerrero, Argentina
Guerrero är en ort i Argentina.   Den ligger i provinsen Jujuy, i den norra delen av landet, 1 300 km nordväst om huvudstaden Buenos Aires. Guerrero ligger 1 510 meter över havet och antalet invånare är 421.
Terrängen runt Guerrero är huvudsakligen kuperad, men åt sydost är den platt. Runt Guerrero är det glesbefolkat, med 15 invånare per kvadratkilometer.. Närmaste större samhälle är San Salvador de Jujuy, 10,7 km öster om Guerrero. 
I omgivningarna runt Guerrero växer i huvudsak lövfällande lövskog.